# Reckoning Night
Reckoning Night je čtvrté studiové album finské powermetalové hudební skupiny Sonata Arctica. Vydáno bylo 11. října 2004 pod vydavatelstvím Nuclear Blast, přičemž se jedná o&první desku skupiny, jenž vyšla pod touto značkou. Na albu postupně začíná odklon od speed metalu a power metalu a prostor dostávají také kompozičně a skladatelsky propracovanější postupy.
V rámci podpory alba skupina mimo jiné vystoupila v Japonsku v Tokiu, kde natočila koncertní DVD For the Sake of Revenge.

## Seznam skladeb
Hudbu složil(i) Tony Kakko, není-li uvedeno jinak. 
| Pořadí | Název                                  | Autor            | Délka |
| ------ | -------------------------------------- | ---------------- | ----- |
| 1.     | Misplaced                              |                  | 4:42  |
| 2.     | Blinded No More                        |                  | 5:33  |
| 3.     | Ain't Your Fairytale                   |                  | 5:26  |
| 4.     | Reckoning Day, Reckoning Night...      |                  | 3:21  |
| 5.     | Don't Say a Word                       |                  | 5:48  |
| 6.     | The Boy Who Wanted to Be a Real Puppet |                  | 4:44  |
| 7.     | My Selene                              | Jani Liimatainen | 5:28  |
| 8.     | Wildfire                               |                  | 4:36  |
| 9.     | White Pearl, Black Oceans...           |                  | 8:47  |
| 10.    | Shamandalie                            |                  | 4:04  |

## Obsazení
- Tony Kakko – zpěv
- Jani Liimatainen – kytara
- Marko Paasikoski – baskytara
- Henrik Klingenberg – klávesy
- Tommy Portimo – bicí

Hosté
- Nik Van-Eckmann – doprovodný zpěv

Technická podpora
- Markus Staiger – produkce
- ToxicAngel – přebal alba
- Mikko Karmila – mixing
- Mika Jussila – mastering
- Toni Härkönen – fotograf